# Leopoldo Fabris
Leopoldo Fabris (Dolo, 24 gennaio 1951) è un allenatore di calcio ed ex calciatore italiano, di ruolo portiere.

## Carriera
Ha collezionato 33 presenze in Serie A con la maglia del Varese tra il 1971 ed il 1975 e 58 presenze in Serie B difendendo i pali di Varese e Foggia, centrando (pur con una sola presenza in entrambe le stagioni) due promozioni in massima serie (Varese 1973-1974, Foggia 1975-1976).
Riveste il ruolo di allenatore dei portieri nella società di prima categoria lombarda F.C. Canazza (Legnano).

## Palmarès

### Giocatore

#### Competizioni nazionali
- Campionato italiano di Serie B: 1

Varese: 1973-1974